# Scoglio Lucovaz (Arbe)
Lucovaz (in croato hrid Lukovac) è uno scoglio disabitato della Croazia, che fa parte dell'arcipelago delle isole Quarnerine ed è situato a nord-est dell'isola di Arbe e poco a ovest della costa dalmata.
Amministrativamente appartiene alla città di Loparo, nella regione litoraneo-montana.

## Geografia
Nel punto più ravvicinato, Lucovaz dista 10,5 km dalla terraferma. Situato al centro della baia Cernicca (uvala Crnika), nel canale della Morlacca, dista 215 m dalla costa orientale dell'isola di Arbe.
Lucovaz è uno scoglio dalla forma irregolare, posto di fronte alla spiaggia Paradiso, nella parte di Loparo chiamata anche San Marino, che misura 120 m di lunghezza e 75 m di larghezza massima; possiede una superficie di 0,0063 km² e ha uno sviluppo costiero pari a 0,341 km. Nella parte centrale, raggiunge la sua elevazione massima di 11 m s.l.m.